# Lijst van voetbalinterlands Duitsland - Mexico
Deze lijst van voetbalinterlands is een overzicht van alle officiële voetbalwedstrijden tussen de nationale teams van (West-)Duitsland en Mexico. De landen speelden tot op heden twaalf keer tegen elkaar. De eerste ontmoeting, een vriendschappelijke wedstrijd, werd gespeeld in Mexico-Stad op 22 december 1968. Het laatste duel, eveneens een vriendschappelijke wedstrijd, vond plaats op 17 oktober 2023 in Philadelphia (Verenigde Staten).

## Wedstrijden
| №  | Plaats       | Datum            | Competitie                   | Wedstrijd               | Uitslag |
| -- | ------------ | ---------------- | ---------------------------- | ----------------------- | ------- |
| 1  | Mexico-Stad  | 22 december 1968 | Vriendschappelijk            | Mexico – West-Duitsland | 0 – 0   |
| 2  | Hannover     | 8 september 1971 | Vriendschappelijk            | West-Duitsland – Mexico | 5 – 0   |
| 3  | Mexico-Stad  | 14 juni 1977     | Vriendschappelijk            | Mexico – West-Duitsland | 2 – 2   |
| 4  | Córdoba      | 6 juni 1978      | WK 1978                      | West-Duitsland – Mexico | 6 – 0   |
| 5  | Mexico-Stad  | 15 juni 1985     | Vriendschappelijk            | Mexico – West-Duitsland | 2 – 0   |
| 6  | Monterrey    | 21 juni 1986     | WK 1986                      | West-Duitsland – Mexico | 0 – 0   |
| 7  | Dresden      | 14 oktober 1992  | Vriendschappelijk            | Duitsland – Mexico      | 1 – 1   |
| 8  | Mexico-Stad  | 22 december 1993 | Vriendschappelijk            | Mexico – Duitsland      | 0 – 0   |
| 9  | Montpellier  | 29 juni 1998     | WK 1998                      | Duitsland – Mexico      | 2 – 1   |
| 10 | Leipzig      | 29 juni 2005     | FIFA Confederations Cup 2005 | Duitsland – Mexico      | 4 – 3   |
| 11 | Sotsji       | 29 juni 2017     | FIFA Confederations Cup 2017 | Duitsland – Mexico      | 4 – 1   |
| 12 | Moskou       | 17 juni 2018     | WK 2018                      | Duitsland – Mexico      | 0 – 1   |
| 13 | Philadelphia | 17 oktober 2023  | Vriendschappelijk            | Mexico – Duitsland      | 2 – 2   |

## Samenvatting
| Competitie              | Totaal gespeeld | Winst Duitsland | Gelijk | Winst Mexico | Doelsaldo Duitsland – Mexico |
| ----------------------- | --------------- | --------------- | ------ | ------------ | ---------------------------- |
| WK-eindronde            | 4               | 2               | 1      | 1            | 8 − 2                        |
| FIFA Confederations Cup | 2               | 2               | 0      | 0            | 8 − 4                        |
| Vriendschappelijk       | 7               | 1               | 5      | 1            | 8 − 5                        |
| Totaal                  | 13              | 5               | 6      | 2            | 26 − 13                      |

Wedstrijden bepaald door strafschoppen worden, in lijn met de FIFA, als een gelijkspel gerekend.

## Details

### Negende ontmoeting
| WK 1998 (Montpellier, Frankrijk, 29 juni 1998): |       |                    |
| Duitsland                                       | 2 – 1 | Mexico             |
| Jürgen Klinsmann 75' Oliver Bierhoff 86'        | goals | 47' Luis Hernández |

### Elfde ontmoeting
| Halve finale FIFA Confederations Cup 2017 (scheidsrechter Néstor Pitana, Sotsji, Rusland, 29 juni 2017):                                                                            |                 | |
| Duitsland | 4 – 1           | Mexico |
| Leon Goretzka 6' (Benjamin Henrichs) Leon Goretzka 8' (Timo Werner) Timo Werner 81' (Jonas Hector) Amin Younes 90+1'                                                                | goals (assists) | 89' Marco Fabián |
| Joachim Löw | bondscoach      | Juan Carlos Osorio |
| Marc-André ter Stegen Joshua Kimmich Matthias Ginter Antonio Rüdiger Benjamin Henrichs Leon Goretzka 67' Sebastian Rudy Jonas Hector Lars Stindl 78' Julian Draxler 81' Timo Werner | opstellingen    | Guillermo Ochoa Miguel Layún Néstor Araujo Héctor Moreno Oswaldo Alanís 66' Jonathan dos Santos Héctor Herrera 62' Giovani dos Santos Raúl Jiménez Javier Hernández 46' Javier Aquino |
| Emre Can 67' Julian Brandt 78' Amin Younes 81' | wissels         | 46' Hirving Lozano 62' Marco Fabián 66' Rafael Márquez |
| Emre Can 72' | gele kaarten    | 55' Raúl Jiménez |

### Twaalfde ontmoeting
| WK 2018 (scheidsrechter Alireza Faghani, Moskou, Rusland, 17 juni 2018): |                 | |
| Duitsland | 0 – 1           | Mexico |
| | goals (assists) | 35' Hirving Lozano (Javier Hernández) |
| Joachim Löw | bondscoach      | Juan Carlos Osorio |
| Manuel Neuer Marvin Plattenhardt 79' Mats Hummels Jérôme Boateng Joshua Kimmich Sami Khedira 60' Julian Draxler Toni Kroos Mesut Özil Timo Werner 86' Thomas Müller                                              | opstellingen    | Guillermo Ochoa Hugo Ayala Carlos Salcedo Miguel Layún Héctor Moreno Jesús Gallardo Héctor Herrera 74' Andrés Guardado 58' Carlos Vela Javier Hernández 66' Hirving Lozano |
| Marco Reus 60' Mario Gomez 79' Julian Brandt 86' | wissels         | 58' Edson Álvarez 66' Raúl Jiménez 74' Rafael Márquez |
| Thomas Müller 83' Mats Hummels 84' | gele kaarten    | 40' Héctor Moreno 90' Héctor Herrera |
| - Rafael Márquez speelt dankzij zijn invalbeurt op vijf verschillende WK's. Hij komt daarmee op gelijke hoogte met zijn landgenoot Antonio Carbajal, de Italiaan Gianluigi Buffon en de Duitser Lothar Matthäus. |                 | |

DFB · A-internationals · Bondscoaches · Duits vrouwenelftal · Olympisch elftal · Duitsland U21 · Duitsland U20 · Duitsland U19 · Duitsland U18 · Duitsland U17 · Duitsland U16 · Vrouwen U17
1905 – 1919 · 
1920 – 1929 · 
1930 – 1939 · 
1940 – 1949 · 
1950 – 1959 · 
1960 – 1969 · 
1970 – 1979 · 
1980 – 1989 · 
1990 – 1999 · 
2000 – 2009 · 
2010 – 2019 · 
2020 – 2029
EK's: 1972 · 
1976 · 
1980 · 
1984 · 
1988 · 
1992 · 
1996 · 
2000 · 
2004 · 
2008 · 
2012 · 
2016 · 
2020 · 
2024
CC: 1999 · 
2005 · 
2017
WK's: 1934 ·
1938 · 
1954 · 
1958 · 
1962 · 
1966 · 
1970 · 
1974 · 
1978 · 
1982 · 
1986 · 
1990 · 
1994 · 
1998 · 
2002 · 
2006 · 
2010 · 
2014 · 
2018 · 
2022
OS: 1912 ·
1928 ·
1936 ·
2016 ·
2020
Albanië ·
Algerije ·
Argentinië ·
Armenië ·
Australië ·
Azerbeidzjan ·
België ·
Bohemen en Moravië ·
Bolivia ·
Bosnië en Herzegovina ·
Brazilië ·
Bulgarije ·
Canada ·
Chili ·
China ·
Colombia ·
Costa Rica ·
Cyprus ·
DDR ·
Denemarken ·
Ecuador ·
Egypte ·
Engeland ·
Estland ·
Faeröer ·
Finland ·
Frankrijk ·
Georgië ·
Ghana ·
Gibraltar ·
GOS ·
Griekenland ·
Hongarije ·
Ierland ·
IJsland ·
Iran ·
Israël ·
Italië ·
Ivoorkust ·
Japan ·
Joegoslavië ·
Kameroen ·
Kazachstan ·
Koeweit ·
Kroatië ·
Letland ·
Liechtenstein ·
Litouwen ·
Luxemburg ·
Malta ·
Marokko ·
Mexico ·
Moldavië ·
Nederland ·
Nieuw-Zeeland ·
Nigeria ·
Noord-Ierland ·
Noord-Macedonië ·
Noorwegen ·
Oekraïne ·
Oman ·
Oostenrijk ·
Paraguay ·
Peru ·
Polen ·
Portugal ·
Roemenië ·
Rusland ·
Saarland ·
San Marino ·
Saoedi-Arabië ·
Schotland ·
Servië ·
Servië en Montenegro · 
Slovenië ·
Slowakije ·
Sovjet-Unie ·
Spanje ·
Thailand ·
Tsjechië ·
Tsjecho-Slowakije ·
Tunesië ·
Turkije ·
Uruguay ·
Verenigde Arabische Emiraten ·
Verenigde Staten ·
Wales ·
Wit-Rusland ·
Zuid-Afrika ·
Zuid-Korea ·
Zweden ·
Zwitserland
Algerije (1982) · 
Algerije (2014) · 
Argentinië (1986) ·
Argentinië (1990) ·
Argentinië (2006) ·
Argentinië (2014) · 
Australië (2010) ·
België (1980) · 
Brazilië (2002) ·
Brazilië (2014) · 
Chili (1982) ·
Costa Rica (2006) ·
Denemarken (1992) ·
Denemarken (2012) · 
Ecuador (2006) ·
Engeland (1966) ·
Engeland (1982) ·
Engeland (2010) ·
Engeland (2021) ·
Frankrijk (2014) · 
Frankrijk (2021) · 
Ghana (2014) ·
Griekenland (2012) · 
Hongarije (1954, 2) ·
Hongarije (2021) ·
Italië (1982) ·
Italië (2006) ·
Italië (2012) · 
Japan (2022) · 
Kroatië (2008) ·
Mexico (2018) ·
Nederland (1974) ·
Nederland (2012) ·
Oekraïne (2016) ·
Oostenrijk (1982) ·
Oostenrijk (2008) ·
Polen (2006) ·
Polen (2008) ·
Polen (2016) ·
Portugal (2006) ·
Portugal (2008) ·
Portugal (2012) ·
Portugal (2014) ·
Portugal (2021) ·
Servië (2010) ·
Sovjet-Unie (1972) · 
Spanje (1982) ·
Spanje (2008) ·
Spanje (2022) ·
Tsjechië (1996, 2) · 
Tsjecho-Slowakije (1976) ·
Turkije (2008) ·
Verenigde Staten (2014) ·
Zuid-Korea (2018) ·
Zweden (2006)
FMF · A-internationals · Selecties · Bondscoaches · Statistieken · Mexicaans vrouwenelftal · Olympisch elftal · Mexico U21 · Mexico U20 · Mexico U19 · Mexico U18 · Mexico U17
1920 – 1949 ·
1950 – 1969 ·
1970 – 1979 ·
1980 – 1989 ·
1990 – 1999 ·
2000 – 2009 ·
2010 – 2019 ·
2020 – 2029
Copa América 1993 ·
Copa América 1995 ·
Copa América 1997 ·
Copa América 1999 ·
Copa América 2001 ·
Copa América 2004 ·
Copa América 2007 ·
Copa América 2011 ·
Copa América 2015 · 
Copa América 2016
WK 1930 ·
WK 1950 ·
WK 1954 ·
WK 1958 ·
WK 1962 ·
WK 1966 ·
WK 1970 ·
WK 1978 ·
WK 1986 ·
WK 1994 ·
WK 1998 ·
WK 2002 ·
WK 2006 ·
WK 2010 ·
WK 2014 · 
WK 2018
OS 1928 ·
OS 1948 ·
OS 1964 ·
OS 1968 ·
OS 1972 ·
OS 1976 ·
OS 1992 ·
OS 1996 ·
OS 2004 ·
OS 2012 ·
OS 2016 ·
OS 2020
1923 ·
1924–1927 ·
1928 ·
1929 ·
1930 ·
1931–1933 ·
1934 ·
1935 ·
1936 ·
1937 ·
1938 ·
1939–1946 ·
1947 ·
1948 ·
1949 ·
1950 ·
1951 ·
1952 ·
1953 ·
1954 ·
1955 ·
1956 ·
1957 ·
1958 ·
1959 ·
1960 ·
1961 ·
1962 ·
1963 ·
1964 ·
1965 ·
1966 ·
1967 ·
1968 ·
1969 ·
1970 · 
1971 · 
1972 · 
1973 · 
1974 · 
1975 · 
1976 · 
1977 · 
1978 · 
1979 · 
1980 · 
1981 · 
1982 · 
1983 · 
1984 · 
1985 · 
1986 · 
1987 · 
1988 · 
1989 · 
1990 · 
1991 · 
1992 · 
1993 · 
1994 · 
1995 · 
1996 · 
1997 · 
1998 · 
1999 · 
2000 · 
2001 · 
2002 · 
2003 · 
2004 · 
2005 · 
2006 · 
2007 · 
2008 · 
2009 · 
2010 · 
2011 · 
2012 · 
2013 · 
2014 · 
2015 · 
2016 ·
2017 ·
2018 ·
2019 ·
2020 ·
2021 ·
2022 ·
2023
Albanië ·
Algerije ·
Angola ·
Argentinië ·
Australië ·
België ·
Belize ·
Bermuda ·
Bolivia ·
Bosnië en Herzegovina ·
Brazilië ·
Bulgarije ·
Canada ·
Chili ·
China ·
Colombia ·
Congo-Kinshasa ·
Costa Rica ·
Cuba ·
Curaçao ·
DDR ·
Denemarken ·
Dominica ·
Duitsland ·
Ecuador ·
Egypte ·
El Salvador ·
Engeland ·
Estland ·
Fiji ·
Finland ·
Frankrijk ·
Gambia ·
Ghana ·
Griekenland ·
Guatemala ·
Guyana ·
Haïti ·
Honduras ·
Hongarije ·
Ierland ·
IJsland ·
Irak ·
Iran ·
Israël ·
Italië ·
Ivoorkust ·
Jamaica ·
Japan ·
Joegoslavië ·
Kameroen ·
Kroatië ·
Liberia ·
Luxemburg ·
Marokko ·
Martinique ·
Nederland ·
Nederlandse Antillen ·
Nicaragua ·
Nieuw-Zeeland ·
Nigeria ·
Noord-Ierland ·
Noord-Korea ·
Noorwegen ·
Oekraïne ·
Oezbekistan ·
Panama ·
Paraguay ·
Peru ·
Polen ·
Portugal ·
Qatar ·
Roemenië ·
Rusland ·
Saint Kitts en Nevis ·
Saint Vincent en de Grenadines ·
Saoedi-Arabië ·
Schotland ·
Senegal ·
Servië ·
Slovenië ·
Slowakije ·
Sovjet-Unie ·
Spanje ·
Suriname ·
Trinidad en Tobago ·
Tsjechië ·
Tsjecho-Slowakije ·
Tunesië ·
Uruguay ·
Venezuela ·
Verenigde Staten ·
Wales ·
Wit-Rusland ·
Zuid-Afrika ·
Zuid-Korea ·
Zweden ·
Zwitserland
Angola (2006) ·
Argentinië (2006) ·
Brazilië (1999) ·
Brazilië (2014) ·
Brazilië (2018) ·
Duitsland (2018) ·
Frankrijk (2010) ·
Iran (2006) ·
Kameroen (2014) ·
Kroatië (2014) ·
Nederland (2014) ·
Portugal (2006) ·
Uruguay (2010) ·
Zuid-Afrika (2010) ·
Zuid-Korea (2018) ·
Zweden (2018)